# Passendale (plaats)
Passendale is een landelijk dorp in de Belgische provincie West-Vlaanderen en tegenwoordig de hoofdgemeente van Zonnebeke. Het ligt op de Midden-West-Vlaamse Heuvelrug, die doorloopt richting Westrozebeke. Tot 1977 was Passendale een zelfstandige gemeente.
Passendale is vooral bekend vanwege de vele oorlogsmonumenten en -begraafplaatsen die refereren aan de Eerste Wereldoorlog, met name de Derde Slag om Ieper.

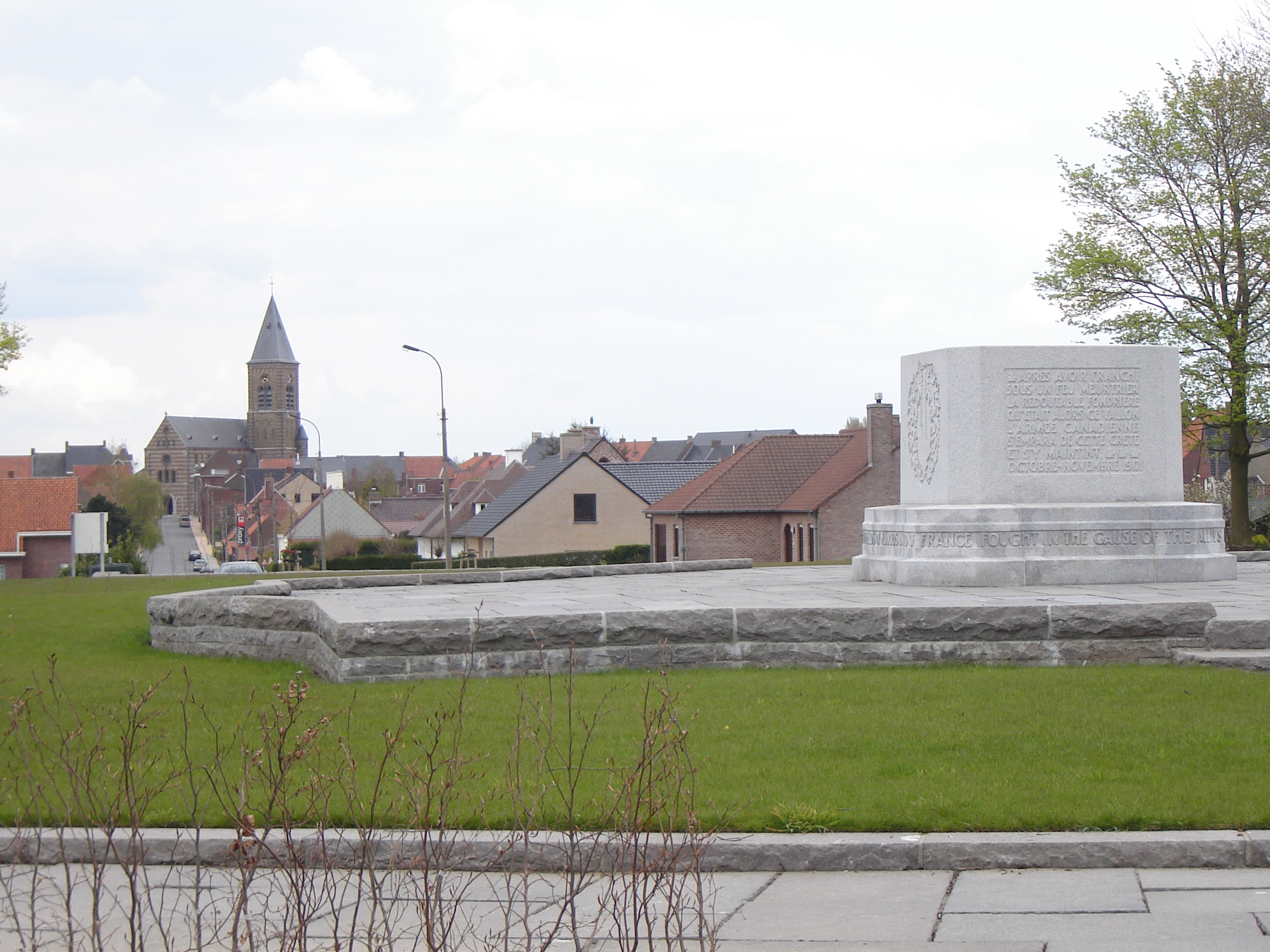
Zicht op Passendale vanaf het Crest Farm Canadian Memorial

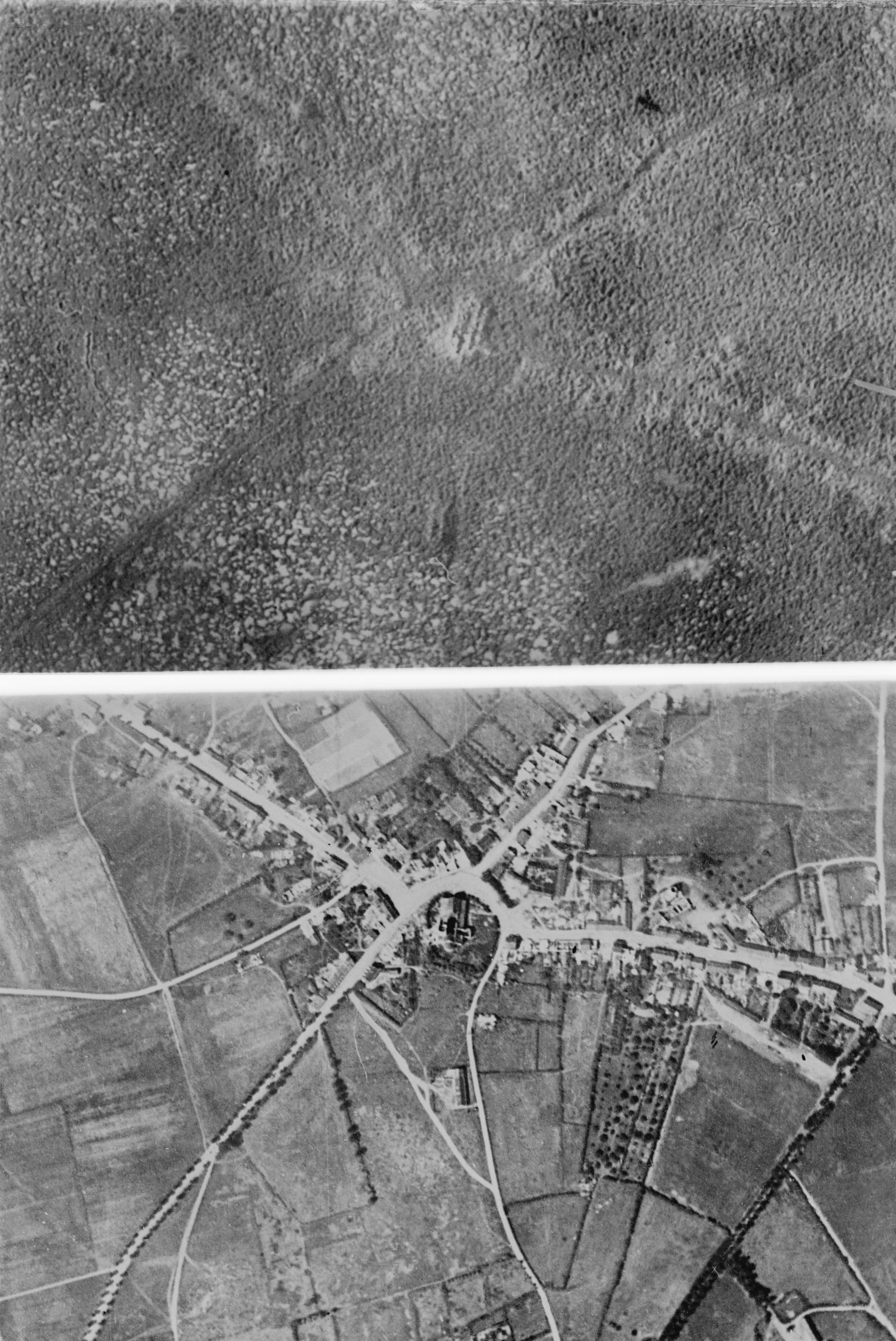
Het dorp voor en na de Derde Slag om Ieper

## Geschiedenis
De naam betekent vermoedelijk een "pas tussen de dalen", dus een verbinding over hoger gelegen grond tussen de uitgestrekte West-Vlaamse moerassen. Een alternatieve verklaring is dat de naam afkomstig is van de Germaanse benaming voor het 'dal van Pasko' of Pascandale. De naam Pascandale werd voor het eerst schriftelijk vermeld in 855.
Passendale is bekend van gebeurtenissen uit de Eerste Wereldoorlog. Tijdens de Derde Slag om Ieper in 1917 sneuvelden er meer dan honderdduizend geallieerde en Duitse militairen in een uitzichtloze strijd die maanden duurde. Vooral in het Brits Gemenebest is Passendale een begrip geworden. De slag werd beschreven als een hel van modder en vuur, één der bloedigste veldslagen aller tijden, die duurde van 4 oktober tot 6 november 1917. Doordat het Britse leger (Franstalige) Belgische stafkaarten gebruikte, met de oude schrijfwijzen van de Vlaamse toponiemen, is de plaats in de Engelse oorlogsliteratuur bekend als Passchendaele, door de Britten uitgesproken als passion dale of "dal van de lijdensweg".
Het dorp werd totaal verwoest. Op 28 september 1918 werd Passendale definitief op de Duitsers heroverd door het 4e Regiment Karabiniers en door de Grenadiers. Naar deze legeronderdelen werden dan ook twee straten genoemd.
Passendale was een zelfstandige gemeente tot 1 januari 1977, wanneer het fusioneerde met de gemeenten Beselare, Geluveld, Zandvoorde en Zonnebeke tot de fusiegemeente Zonnebeke. De laatste burgemeester van het zelfstandige Passendale was Paul Deforche.

## Demografische ontwikkeling
- Bronnen:NIS, Opm:1831 tot en met 1970=volkstellingen; 1976 = inwoneraantal op 31 december

## Bezienswaardigheden
- De neoromaanse Sint-Audomaruskerk werd ontworpen door architect De Pauw uit Brugge. Na de vernieling van 1917 werd ze in 1923 naar het oorspronkelijke plan heropgebouwd. In 1945-1946 werd ze hersteld van de nieuwe oorlogsschade. De Britse 66th Division schonk een glasraam met Saint George, omringd door de wapenschilden van de garnizoenssteden.
- Het Crest Farm Canadian Memorial is een monument dat de gevallen Canadezen van het 6de bataljon van de 2de Canadese divisie herdenkt, tijdens de Slag om Passendale. Het monument kreeg de naam van een nabijgelegen (reeds verdwenen) boerderij, Crest Farm. Het herdenkt de soldaten die vielen tussen Crest Farm en de kerk van Passendale. Hoewel de afstand slechts 700 meter was duurde het toch 10 dagen om de kerk te veroveren. Het monument ligt op een heuvel, met zicht op Passendale en het Passchendaele New British Cemetery.
- Het New Zealand Memorial is een gedenkzuil voor de Nieuw-Zeelandse Divisie tijdens de Slag bij Broodseinde (4 oktober 1917) die op zijn beurt kaderde in de Derde Slag om Ieper (Slag bij Passendale). Het staat in een klein parkje in het gehucht 's-Graventafel op ca. 3 kilometer ten zuidwesten van het centrum van Passendale, gelegen op de Midden-West-Vlaamse Heuvelrug.[3]
- Tyne Cot Cemetery.

## Natuur en landschap
Passendale ligt in Zandlemig Vlaanderen nabij de Midden-West-Vlaamse Heuvelrug met hoogten van 20 tot 45 meter. Waterlopen zijn de Passendalebeek en de Ravebeek. In de nabijheid van Passendale ontspringt de Mandel.

## Specialiteiten
- De kaas Passendale.
- Passendale, een amber bier, werd gebrouwen door Brouwerij Moortgat, ook bekend van Duvel maar werd nooit een groot succes. De productie lag een tijdje stil maar is ondertussen overgenomen en nu kan het bier enkel nog in De Oude Kaasmakerij verkregen worden.

## Bekende personen
- Achilles Camerlynck
- Arthur Camerlynck
- Jozef Camerlynck
- Familie Donck
- Leander Dendoncker (1995), professionele voetballer
- Roger Burggraeve (1942), theoloog en filosoof

## Trivia
- Iron Maiden maakte een nummer over de Slag om Passendale, Many soldiers eighteen years, Drown in mud, no more tears, Surely a war no-one can win, Killing time about to begin (stukje songtekst) over de ernst van deze slag en de Eerste Wereldoorlog. Het nummer heet Paschendale, de Engelse naam voor Passendale, en staat op het album Dance of Death.
- Eind 2008 kwam ook een film uit over de Slag om Passendale. Deze Canadese film werd geregisseerd door Paul Gross en kreeg de titel Passchendaele.
- God Dethroned bracht in 2009 een album Passiondale uit. Het gehele album gaat over de Slag om Passendale.
- Sabaton heeft eveneens een nummer gemaakt over de Slag om Passendale: The Price of a Mile. Het staat op het album The Art of War en gaat over het nutteloze doden in de oorlog.

## Nabijgelegen kernen
Moorslede, Zonnebeke, Westrozebeke, Sint-Juliaan, Oostnieuwkerke, Beselare en Poelkapelle.